# Cầu Laguna Garzon
Cầu Laguna Garzón là cây cầu nổi tiếng với hình dạng tròn bất thường. Nó nằm ở Garzón, Uruguay và được thiết kế bởi kiến trúc sư nổi tiếng người Uruguay Rafael Viñoly. Nó được thiết kế theo hình tròn để buộc các tài xế giảm tốc độ và cho phép người đi bộ đi dọc theo tuyến đường vòng một chiều.
Nó đã được mở cho giao thông xe cộ vào tháng 12 năm 2015 và có thể chứa tới 1.000 xe mỗi ngày.